# Movement
Movement (с англ. — «Движение») — дебютный студийный альбом британской рок-группы New Order, вышедший 13 ноября 1981 года лейблом Factory Records. На момент своего выпуска альбом не был особенно хорошо принят критиками или аудиторией, достигнув лишь 30 места в UK Albums Chart. Однако ретроспективный критический приём был очень позитивным.
Журнал Slant поместил альбом на 42 позицию в своём списке «Лучшие альбомы 1980-х», заявив, что он «существует почти точно между пост-панковым звучанием Joy Division и стилем синти-поп, который определит New Order и повлияет на поп-музыку на протяжении десятилетий».

## Об альбоме
«Movement» застал New Order в их заключительной «постдивизионной» фазе: структура песен, тексты, аранжировки, — всё несло в себе ещё узнаваемый дух музыки Joy Division. Более того, голос Бернарда Самнера, очевидно опиравшийся на манеру Кёртиса, был многократно пропущен через эквалайзеры и фильтры, чтобы добиться низкого тембра, совершенно не свойственного его голосу, но идеально подходящего для траурных мелодий альбома.
Часть песен была написана летом и осенью 1980 года, остальные — во время подготовки альбома. На демонстрационных записях июля 1980 вокальные партии исполняли ударник Стивен Моррис и бас-гитарист Питер Хук, так как ещё не был решён вопрос, кто должен стать певцом коллектива. Две песни на альбоме («Dreams Never End» и «Doubts Even Here») записаны с вокалом Хука. Другие аранжировки песен альбома можно услышать на альбоме «The Peel Sessions», который содержит радиозаписи января 1981 года, а также в фильме-концерте «Taras Shevchenko» (1983).
«Movement» стал последней совместной работой группы и Мартина Хэннета, продюсера всех предыдущих работ New Order и Joy Division для Factory Records. В скором времени альбом оказался вычеркнутым из творчества группы: по мнению критиков альбом ничего нового с точки зрения творчества Joy Division не предъявил, а по сравнению с дебютным синглом группы «Ceremony» казался регрессом; для более поздних поклонников New Order альбом также представлял мало интереса, так как не имел ничего общего с выработанным вскоре характерным звучанием группы. Музыканты сами были разочарованы результатом и даже планировали перезаписать пластинку (Самнер в одном из поздних интервью откровенно заявил, что не любит альбом). Как следствие, песни с «Movement» не исполняются группой уже более двадцати лет. Тем не менее, многие любители постпанка охотно слушают эту пластинку, предпочитая её поздним, более танцевально-ориентированным работам New Order.

## Музыка
«Большая часть альбома наполнена гудящими панихидами в стиле пост-панк, пронизанными жилками электро-попа и примитивными экспериментами с даб-звучанием. По сути, это продолжение последних записанных песен Joy Division, таких как „Isolation“ и „Love Will Tear Us Apart“».
В музыкальном плане Movement — это переходный альбом. Отсылки на Иэна Кёртиса появляются в песнях «ICB» (по слухам, это аббревиатура от «Ian Curtis Buried» с англ. — «Иен Кёртис похоронен», подтверждённая Питером Хуком в интервью 2013 года) и «The Him». Расширение звуковой палитры, замеченной на пластинке Closer, также присутствует на этом альбоме с синтезаторами на всех, кроме вступительного композициях, и электронной перкуссией (особенно в песне «Truth»). Бас-гитара Хука берёт на себя мелодическую роль, в то время как Гилберт обеспечивает низкий уровень в песнях «Chosen Time» и «Denial». Однако, несмотря на эту преемственность, Movement также намекает на отчётливое звучание New Order на их более поздних работах. Такие песни, как «Senses», заигрывают с более фанковыми гитарными мотивами, чем Joy Division, а «Dreams Never End» — единственная песня на этом альбоме с классическим составом «гитара-бас-барабаны».
В анкетном интервью фэнзину «Artificial Life» (№ 2, ноябрь 1982 г.) группу спросили, довольны ли они данным альбомом, на что они ответили следующее: «мы были довольны песнями, не все довольны производством». Питер Хук позже признался: «мы были сбиты с толку в музыкальном плане… наше написание песен не складывалось вместе. Я не знаю, как мы выбрались из этого. На самом деле мне нравился альбом Movement, но я знаю, почему он больше никому не нравится. Первые две с половиной минуты всё было хорошо, потом пошло на убыль».

## Художественное оформление
Обложка альбома была разработана Питером Сэвиллом и основана на плакате итальянского футуриста Фортунато Деперо.
Форма, созданная тремя верхними линиями, представляет собой букву «F» (лежащую на спине), которая относится к Factory Records / Factory Communications Limited, а две нижние строки создают букву «L» (лежащую спереди), римскую цифру 50, оригинальный каталог был FACT 50. Синий цвет линий был выбран группой; первые экземпляры в США имели такой же дизайн в коричневом цвете на фоне цвета слоновой кости.

## Отзывы критиков
| Оценки критиков               | Оценки критиков |
| Источник                      | Оценка          |
| ----------------------------- | --------------- |
| AllMusic                      | [ 7 ]           |
| The A.V. Club                 | B−              |
| Blender                       | [ 9 ]           |
| Entertainment Weekly          | B               |
| Pitchfork                     | 9.3/10          |
| Q                             | [ 12 ]          |
| The Rolling Stone Album Guide | [ 13 ]          |
| Select                        | 3/5             |
| Uncut                         | 8/10            |
| The Village Voice             | B+              |

Выпущенный в ноябре 1981 года — всего через несколько недель после ретроспективного/концертного двойного альбома Joy Division Still — Movement был встречен прохладным приёмом, а критики были разочарованы тем, что было воспринято как отсутствие поступательного движения после сингла «Ceremony». Ходят слухи, что группа рассматривала возможность либо повторного сведения, либо даже полной перезаписи альбома, но этому помешали временные и финансовые ограничения. К счастью, новая песня под названием «Temptation» придала бы группе необходимый импульс и новое направление.

## Список композиций
Слова и музыка всех песен —  — Бернард Самнер, Питер Хук, Стивен Моррис и Джиллиан Гилберт.
| №  | Название           | Длительность |
| -- | ------------------ | ------------ |
| 1. | «Dreams Never End» | 3:13         |
| 2. | «Truth»            | 4:37         |
| 3. | «Senses»           | 4:45         |
| 4. | «Chosen Time»      | 4:07         |

| №  | Название           | Длительность |
| -- | ------------------ | ------------ |
| 1. | «ICB»              | 4:33         |
| 2. | «The Him»          | 5:29         |
| 3. | «Doubts Even Here» | 4:16         |
| 4. | «Denial»           | 4:20         |

## Участники записи
| New Order - Бернард Самнер — вокал, гитара, синтезатор, программирование - Питер Хук — 4-х и 6-ти струнная бас-гитара, вокал на «Dreams Never End» и «Doubts Even Here» - Джиллиан Гилберт — синтезатор, программирование, гитара, голос на «Doubts Even Here» - Стивен Моррис — ударные, синтезатор, программирование | Технический персонал - Мартин Хэннет — продюсер - Крис Найжл — инженер - Джон и Марк «Флуд» Эллис — ассистенты звукорежиссёра |

### Комментарии
1. ↑  Название альбома является антонимом названия вышедшего той же осенью альбома Joy Division «Still» («Покой»)